# 木村光之助 (初代)
木村光之助 (初代)（きむら みつのすけ、1893年10月15日 - ？）は、大相撲の元幕内格行司。年寄17代湊。本名・苅谷九郎太。

## 人物
岐阜県出身と伝えられる。木村光之助で番付に登場するのが、1914年春場所上位から24人目の幕下格の時であった。前名は順位や年齢からみて1903年春場所に名前が出た木村政夫に間違いないと思われる。高砂部屋所属。1915年1月ごろ格足袋（十両格）に昇進。1923年1月頃本足袋（幕内格）に昇進する。1927年1月には上位から14人目。1928年1月木村隆輝に改名、1929年1月光之助に戻す。
上位から11人目の1938年5月場所限り目を悪くして行司引退、年寄湊を襲名。木戸部長や桟敷部長などを務めた。相撲協会機関紙にもたびたび巡業報告などを寄稿しており、事務能力のあった人物と思われる。
木戸部長を務めていた1954年9月場所限りで番付から消える。廃業か死亡か不明である。雑誌『相撲』の1955年1月号の最新部屋別力士一覧表の高砂部屋の項に「港は死亡」と書かれており、亡くなった可能性もある。当時の関係者に聞いてもよくわからなかったとのこと。